# Hastilude

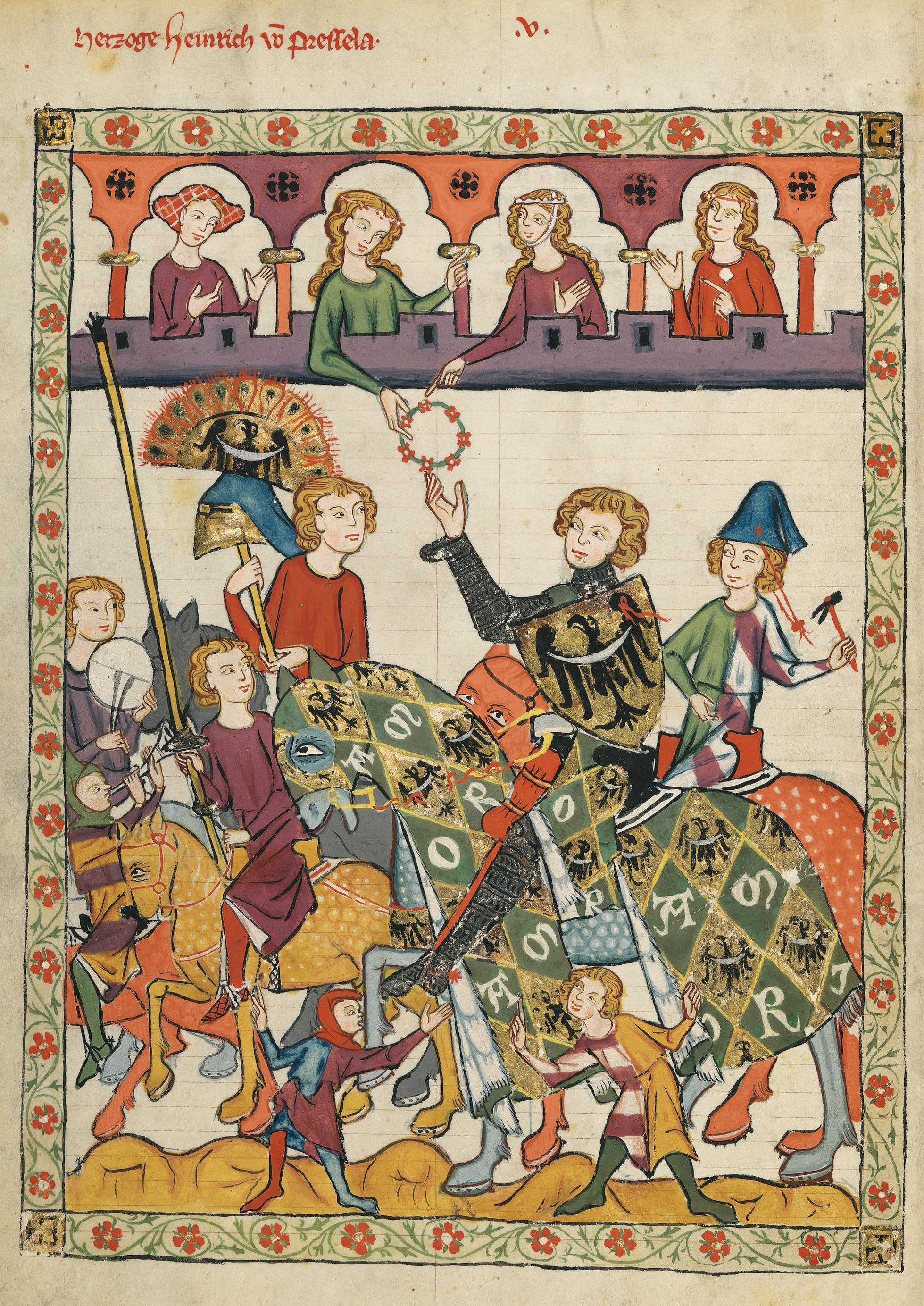
Un cavaliere che riceve il favore di una donna ad un hastilude. Da Codex Manesse.

Hastilude è un termine generico usato nel Medioevo per riferirsi a molti tipi di  giochi marziali. La parola deriva dal latino "hastiludium", letteralmente "gioco di lancia". 
Fino al XIV secolo, il termine solitamente escludeva i tornei e veniva usato per descrivere collettivamente gli altri giochi. Questo sembra aver coinciso con la crescente preferenza per i giochi ritualistici e individualistici rispetto al tradizionale stile melee.
I più noti tra gli hastilude sono il torneo, e la quintana, ma nel periodo medievale esistevano un certo numero di altri giochi e sport che si sono modificati in popolarità e regole da zona a zona, e da periodo a periodo. La distinzione è stata fatta tra i diversi tipi dai contemporanei nella loro descrizione di leggi, divieti e costumi.

## Tipologie

### Giostra
Diversamente dal torneo, che era costituito da squadre di grandi dimensioni che si battevano su ampi tratti di terreno, la giostra era combattuta tra due individui a cavallo, in un terreno di piccole dimensioni e ben definito, spesso noto come lista. I due contendenti avrebbero cavalcato l'un contro l'altro da due estremità opposte del campo, caricandosi con una lancia da giostra. All'inizio del XV secolo, fu introdotta una barriera per tenere separati i cavalli, per evitare collisioni.
Eventi di giostra più informali potevano prevedere diversi cavalieri all'interno delle liste in una sola volta, dove ognuno aspettava di raccogliere la sfida di un altro, sebbene l'obiettivo rimanesse quello di essere un duello uno contro uno.
C'erano diversi tipi di giostra, comprese alcune preferenze o regole regionali. Ad esempio, nella Germania del XIV secolo, fu fatta una distinzione tra Hohenzeuggestech, dove lo scopo era rompere la lancia, e  Scharfrennen, dove i cavalieri cercavano di disarcionare i loro avversari. Questi due tipi richiedevano lance diverse (leggera nel primo caso, pesante nel secondo) e selle (dove lo Scharfrennen richiedeva selle senza supporti anteriori o posteriori, che impedivano la caduta).
Le giostre era originariamente sviluppate fuori dalla carica all'inizio del melee, ma dal XIII secolo erano diventate piuttosto distinte dal torneo. Che sia stato visto come un evento separato, con le sue regole e le sue usanze, è chiaro dai documenti storici: come il divieto [del 1311 di Edoardo II d'Inghilterra di tutte le forme di hastilude "eccetto" la giostra. Per la natura del suo duello e dello spazio modesto richiesto per l'azione, la giostra divenne uno spettacolo popolare e uno sport cerimoniale, con elaborati rituali che si svilupparono attorno all'intero evento.

### Pas d'armes
Il pas d'armes o passaggio di armi era un tipo di hastilude  cavalleresca che si sviluppò nel tardo XIV secolo e rimase popolare fino al XV. Coinvolgeva un cavaliere o un gruppo di cavalieri ("tenans" o "detentori") che avrebbero occupato un sito, come un ponte o una porta della città, e facevano sapere che qualsiasi altro cavaliere che desiderasse passare (venans) avrebbe dovuto prima combattere, o essere disonorato. Se un venans in viaggio non aveva armi o cavalli per affrontare la sfida, ne poteva essere rifornito, ma se sceglieva di non combattere, lasciava i suoi speroni come segno di umiliazione. Se una signora passava senza scorta, si lasciava cadere un guanto o una sciarpa, affinché potesse essere raccolta e restituita da un cavaliere che passava in zona.

### Melee e behourd
Behourd, buhurt e melee (quest'ultimo termine significa moderno) 
erano una classe di hastilude che coinvolgevano gruppi di combattenti che simulavano il combattimento di cavalleria.
Questo tipo di gioco formò il nucleo del torneo durante l'alto Medioevo.

### Quintana

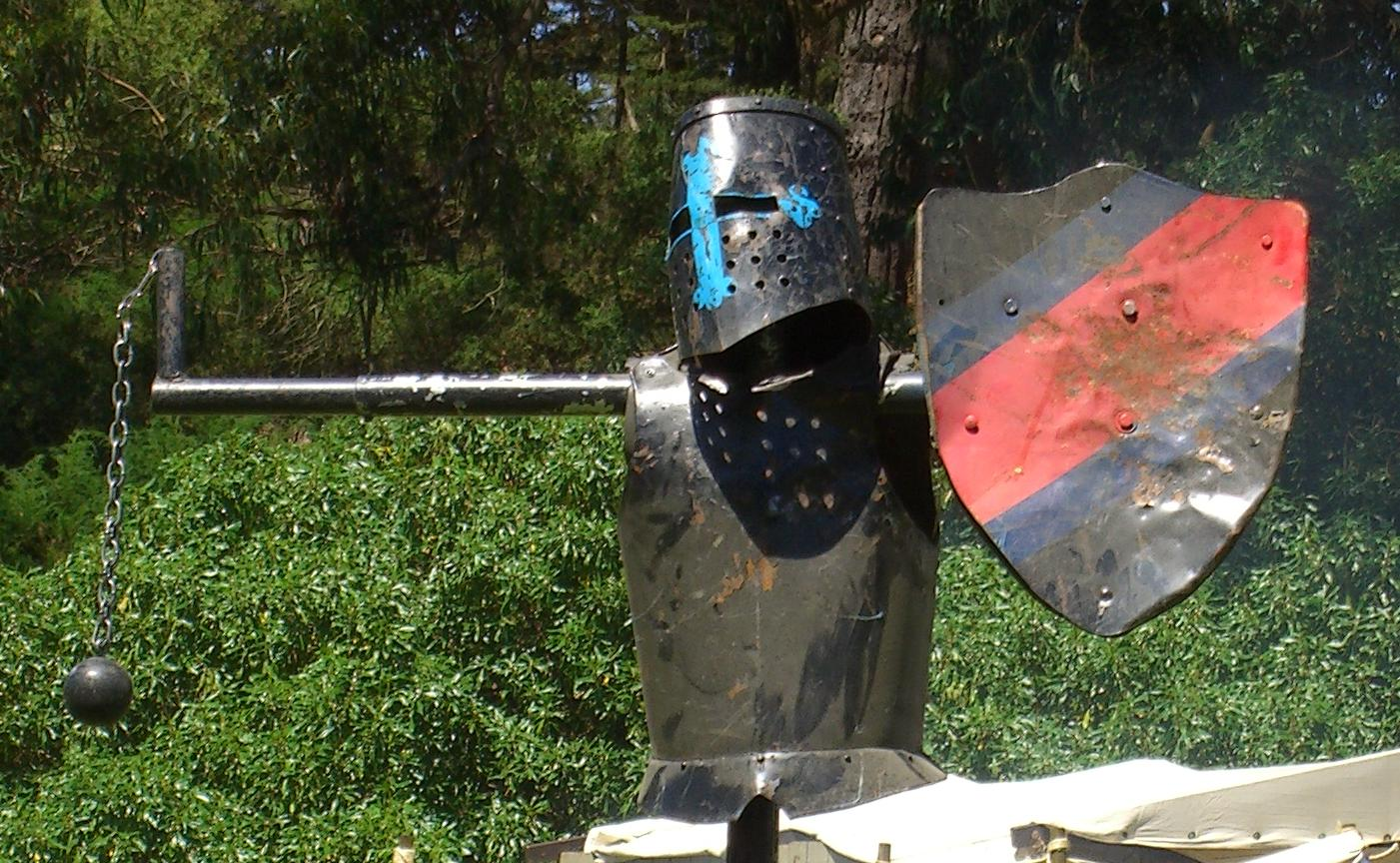
Quintana alle Feste medievali del Golden Gate nel 2005

La quintana (dal latino quintana, una strada tra il quinto e il sesto manipolo di un campo, dove si svolgevano esercitazioni bellicose), nota anche come pavo (o pavone), poteva comprendere un certo numero di giochi, spesso usati come allenamento per la giostra, dove il concorrente provava a colpire un oggetto con la sua lancia, spada o altra arma. L'oggetto comune era uno scudo o una tavola posta su un palo (di solito indicato, in modo confuso, come la quintana), anche se a volte veniva usato un manichino. Mentre l'uso dei cavalli aiutava l'allenamento per la giostra, il gioco poteva essere fatto a piedi, usando un cavallo di legno, o sulle barche (popolare nella Londra del XII secolo).

### Tupinaire
Frequentemente riferito dalle fonti contemporanee, e incluso (separatamente) in vari divieti e dichiarazioni nel periodo medievale, poco si sa sulla natura del tupinaire. Era chiaramente un hastilude, di qualche tipo, e distinto dagli altri, ma sembra che non ci sia una chiara descrizione delle sue regole.